# Liste der Pfarren im Dekanat Waidhofen an der Ybbs
Das Dekanat Waidhofen an der Ybbs ist ein Dekanat der römisch-katholischen Diözese St. Pölten.

## Pfarren mit Kirchengebäuden und Kapellen
| Ort                      | Pfarrverband           | Ink.                | Seit          | Patrozinium                                | Kirchengebäude und Kapellen                                                                    | Bild |
| ------------------------ | ---------------------- | ------------------- | ------------- | ------------------------------------------ | ---------------------------------------------------------------------------------------------- | ---- |
| Allhartsberg             |                        | Seitenstetten (OSB) | vor 1300      | Hl. Katharina                              | Pfarrkirche Allhartsberg Filialkirche Wallmersdorf                                             |      |
| Biberbach                |                        | Seitenstetten (OSB) | 13. Jh.       | Hl. Stephanus                              | Pfarrkirche Biberbach                                                                          |      |
| Böhlerwerk               | Böhlerwerk–Konradsheim |                     | 1957          | Hl. Familie                                | Pfarrkirche Böhlerwerk                                                                         |      |
| Göstling an der Ybbs     |                        |                     | 13. Jh.       | Hl. Andreas                                | Pfarrkirche Göstling an der Ybbs                                                               |      |
| Hollenstein an der Ybbs  |                        |                     | 13. Jh.       | Hll. Johannes der Täufer und Nikolaus      | Pfarrkirche Hollenstein an der Ybbs                                                            |      |
| Kematen-Gleiß            |                        | Seitenstetten (OSB) | 1932          | Hl. Familie                                | Pfarrkirche Kematen an der Ybbs Klosterkirche Gleiß                                            |      |
| Konradsheim              | Böhlerwerk–Konradsheim |                     | 1783          | Hl. Nikolaus                               | Pfarrkirche Konradsheim                                                                        |      |
| Mendling zu Lassing      |                        |                     | 1785          | Hl. Laurentius                             | Pfarrkirche Mendling zu Lassing                                                                |      |
| Opponitz                 |                        |                     | 14. Jh.       | Hl. Kunigunde                              | Pfarrkirche Opponitz                                                                           |      |
| Sonntagberg              |                        | Seitenstetten (OSB) | 1784          | Allerhlgst. Dreifaltigkeit und hl. Michael | Basilika Sonntagberg                                                                           |      |
| St. Georgen in der Klaus |                        | Seitenstetten (OSB) | 1385          | Hl. Georg                                  | Pfarrkirche St. Georgen in der Klaus                                                           |      |
| St. Georgen am Reith     |                        |                     | 1718 und 1939 | Hl. Georg                                  | Pfarrkirche St. Georgen am Reith                                                               |      |
| St. Leonhard am Wald     |                        |                     | 1778 und 1939 | Hl. Leonhard                               | Pfarrkirche St. Leonhard am Wald                                                               |      |
| Waidhofen an der Ybbs    |                        |                     | 12. Jh.       | Hll. Maria Magdalena und Lambert           | Stadtpfarrkirche Waidhofen an der Ybbs Bürgerspitalkirche, Klosterkirche Waidhofen an der Ybbs |      |
| Windhag                  |                        | Seitenstetten (OSB) | 1475          | Hl. Nikolaus                               | Pfarrkirche WindhagFilialkirche St. Aegidi                                                     |      |
| Ybbsitz                  |                        | Seitenstetten (OSB) | 1292          | Hl. Johannes der Täufer                    | Pfarrkirche Ybbsitz Wallfahrtskirche Maria Seesal                                              |      |
| Zell an der Ybbs         |                        |                     | 1784          | Hl. Florian                                | Pfarrkirche Zell an der Ybbs                                                                   |      |

## Dekanat Waidhofen an der Ybbs
Das Dekanat umfasst 17 Pfarren.

## Dechanten
- 1944 Johannes Landlinger, Pfarrer in Waidhofen an der Ybbs
- 1965 Willibald Demal, Superior auf dem Sonntagberg
- 1966 Kurt Strunz, Pfarrer in Waidhofen an der Ybbs
- 1984 Anselm Freudenschuss OSB, Pfarrer in Ybbsitz
- 1985 Michael Prinz OSB, Pfarrer in Kematen-Gleiss
- 1991 Walter Sommerer, Pfarrer in Hollenstein
- 1995 Herbert Döller, Pfarrer in Waidhofen an der Ybbs[1]